# Leucon pusillus
Leucon pusillus är en kräftdjursart som först beskrevs av Bishop 1981.  Leucon pusillus ingår i släktet Leucon och familjen Leuconidae. Inga underarter finns listade i Catalogue of Life.